# (73176) 2002 HW6
(73176) 2002 HW6 – planetoida z pasa głównego okrążająca Słońce w ciągu 3,51 lat w średniej odległości 2,31 j.a. Odkryta 18 kwietnia 2002 roku.